# 12 речи (3. сезона)
Tрећа сезона драмске телевизијске серије 12 речи  биће емитована током 2025 године на Суперстар ТВ. Трећа сезона се састоји од 10 епизода. 

## Радња
У наставку приче, адвокат Милош Ивановић брани Филипа, свог клијента и пријатеља из детињства, осумњиченог за убиство локалног бизнисмена.
Док покушава да докаже његову невиност, суочава се с силама подземља, манипулације и моћним противницима, које заступа адвокат Игор Маровић.
У сржи приче лежи морална дилема, борба за правду и неизбежни сусрет с истином која може да преокрене живот сваког од ликова...

## Епизоде
| Бр. еп. (укупно) | Бр. еп. (у сезони) | Наслов | Редитељ        | Сценариста     | Премијера |
| ---------------- | ------------------ | ------ | -------------- | -------------- | --------- |
| 25               | 1                  |        | Јелена Столица | Јелена Столица | 2025.     |